# Pachycondyla crassa
Pachycondyla crassa är en myrart som först beskrevs av Carlo Emery 1877.  Pachycondyla crassa ingår i släktet Pachycondyla och familjen myror.

## Underarter
Arten delas in i följande underarter:
- P. c. crassa
- P. c. crassior
- P. c. ilgii